# Austin Maestro
La Maestro è un'autovettura prodotta dal gruppo Austin Rover tra il 1983 ed il 1994 e venduta inizialmente con marchio Austin (fino al 1987) e successivamente Rover.
Dalla Maestro, nel 1984 è stata derivata una versione a tre volumi (e dal 1985 anche familiare), la Austin Montego.

## La nascita
L'Allegro, nata nel 1974, non aveva ottenuto del tutto il successo sperato e occorreva produrre un nuovo e più appetibile modello.
La crisi finanziaria della British Leyland non solo non consentiva grossi investimenti, ma costrinse anche i progettisti a ricercare soluzioni tecniche semplici e poco costose da realizzare. A farne le spese furono le sospensioni Hydragas, che vennero eliminate dal nuovo modello in favore di un semplice avantreno MacPherson e di un retrotreno a ruote interconnesse. La trazione rimaneva sulle ruote anteriori, mentre il cambio era manuale a 5 marce (di origine Volkswagen) e l'impianto frenante di tipo misto.
Dal punto di vista estetico la Maestro, lanciata nel marzo del 1983, era una hatchback 5 porte.
Per quanto riguarda i motori, tutti alimentati con carburatore a controllo elettronico, non c'erano, al momento del lancio, grosse novità, tranne che sulle versioni HLE e Mayfair, la dotazione comprendeva il quadro strumenti digitale e il computer di bordo con sintetizzatore vocale.
Erano disponibili il propulsore A-Series di 1275 cm³ da 61 e 68 cv, cambio a quattro marce di cui una di riposo (61 cv) e cambio a 5 marce (68 cv), e l' R-Series di 1596 cm³ da 86 cv.
La gamma includeva gli allestimenti E, LE, HLE, HLS e Mayfair (top di gamma). I primi 2 erano disponibili solo per il motore di 1,3 litri, gli altri solo con motore 1600.
Sul mercato d'origine la Mayfair si chiamava Vanden Plas con la differenza degli interni in pelle e radica.
Nel 1984 venne lanciata anche la versione sportiva Maestro MG, con motore R-Series di 1596 cm³ bicarburatore da 103cv. Questa versione si distingueva per una caratterizzazione sportiva molto accentuata (spoiler anteriore, bandelle sottoporta, alettone posteriore in gomma nera e interni sportivi).

## L'evoluzione

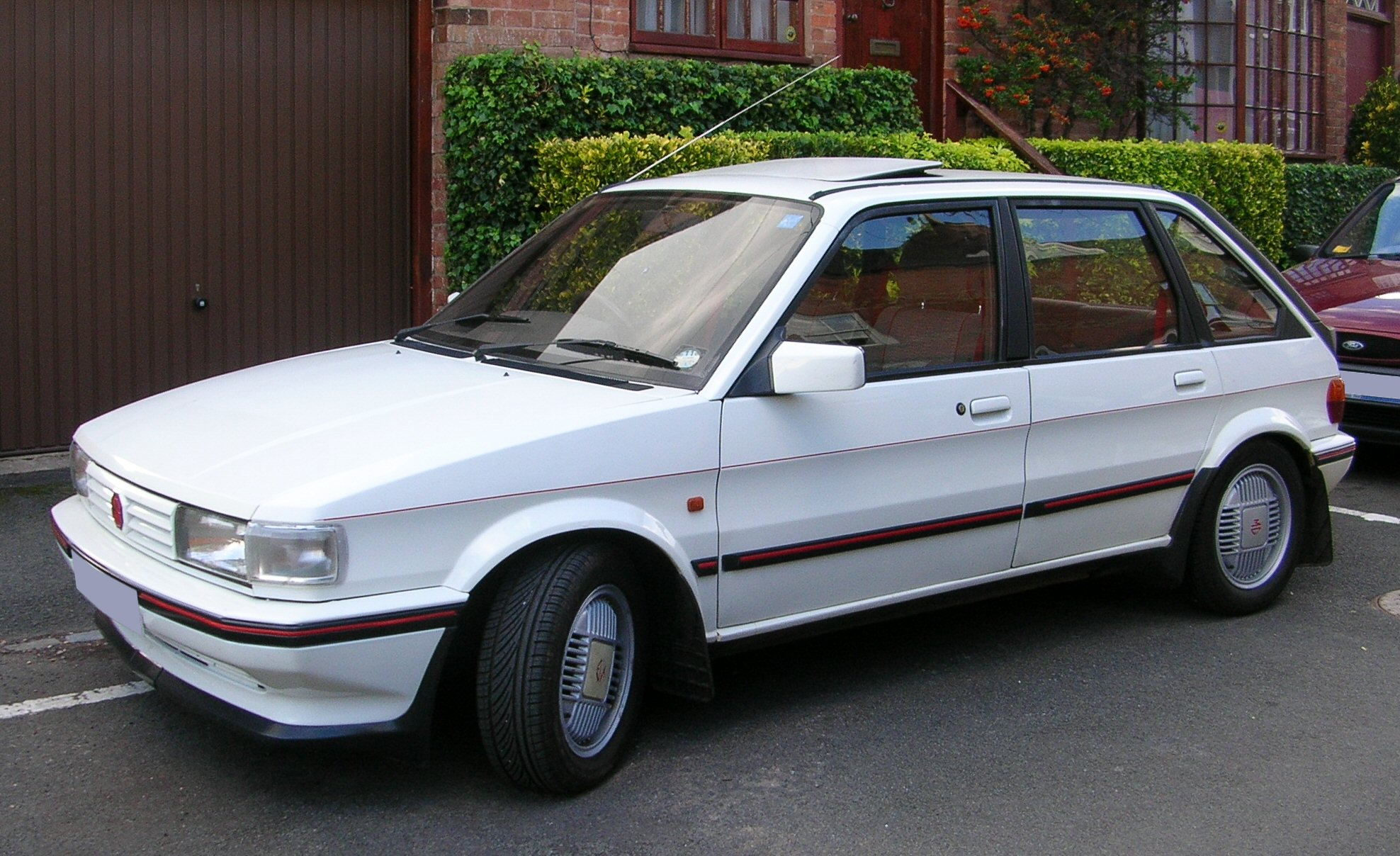
Maestro in versione MG

Nel 1985 la Maestro MG abbandonò il motore R-Series di 1,6 litri in favore di un 4 cilindri S-series di 1994 cm³ aspirato a iniezione da 115 cv (Maestro MG EFI) o turbocompresso a carburatore da 150 cv (Maestro MG Turbo).
Dal 1987 la vendita della Maestro continuò con marchio Rover; in questa occasione la vettura venne sottoposta ad un restyling che interessò principalmente alcuni elementi dell'abbigliamento della carrozzeria (paraurti, mascherina, profili in plastica) e gli interni (con l'adozione di plancia e sedili della Montego).
Dal punto di vista tecnico la novità più importante era l'introduzione di una versione del 1300 A-Series dotata di Economy Fuel System (con carburatore con gestione elettronica rivista e rapporto di compressione ridotto). Questa variante del 4 cilindri di 1275 cm³, in grado di erogare 64 cv, era riservata ad un allestimento particolarmente economico, denominato City.
Il resto della gamma era formato dalla combinazione dei motori precedenti coi nuovi allestimenti, denominati L, LX e SLX.
Nel 1990 arrivarono anche i 4 cilindri diesel a iniezione diretta di 1991 cm³, sia in versione aspirata (62 cv) che turbocompressa (81 cv), prodotti dall'inglese Perkins Engines.
La parabola della Maestro era tuttavia in fase discendente, dato che nella stessa categoria la Rover aveva già in catalogo la Rover serie 400, e dal 1992 la gamma venne ridotta alle sole versioni diesel.
La produzione cessò definitivamente nel 1994, quando il gruppo decise di focalizzarsi sul marchio Rover.
Venne a questo punto tentato un accordo per produrre la vettura in Bulgaria in CKD grazie alla creazione della Rodacar, una joint venture tra il Gruppo Rover e una società statale bulgara. L'accordo ebbe vita breve e terminò dopo pochi mesi e dopo l'invio di circa 2.000 vetture da assemblare.
In seguito alcune parti del progetto Maestro/Montego sono state resuscitate per la produzione di alcune nuove vetture in Cina.

## Versioni

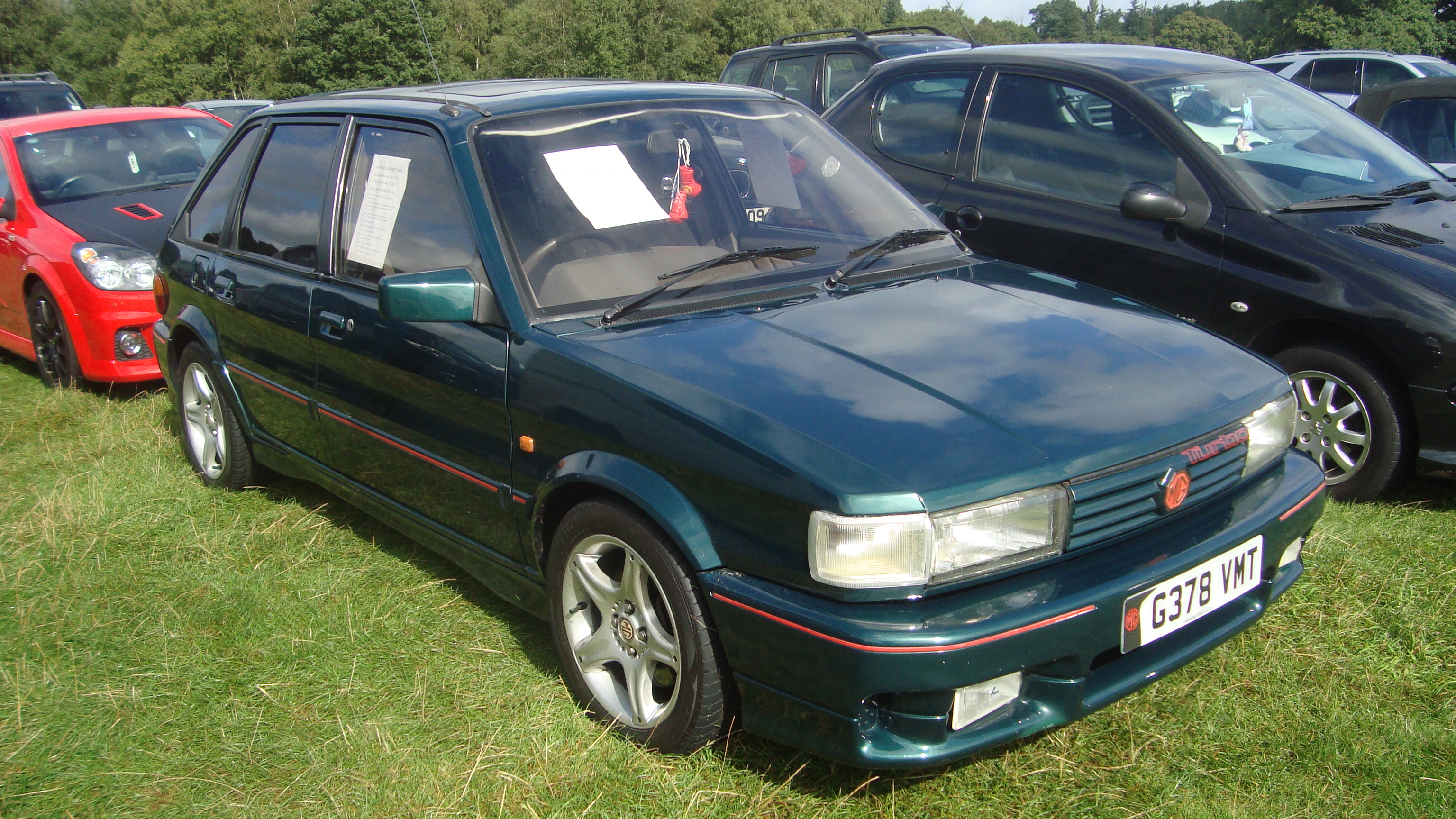
Una MG Maestro in versione 2.0 Turbo del 1989

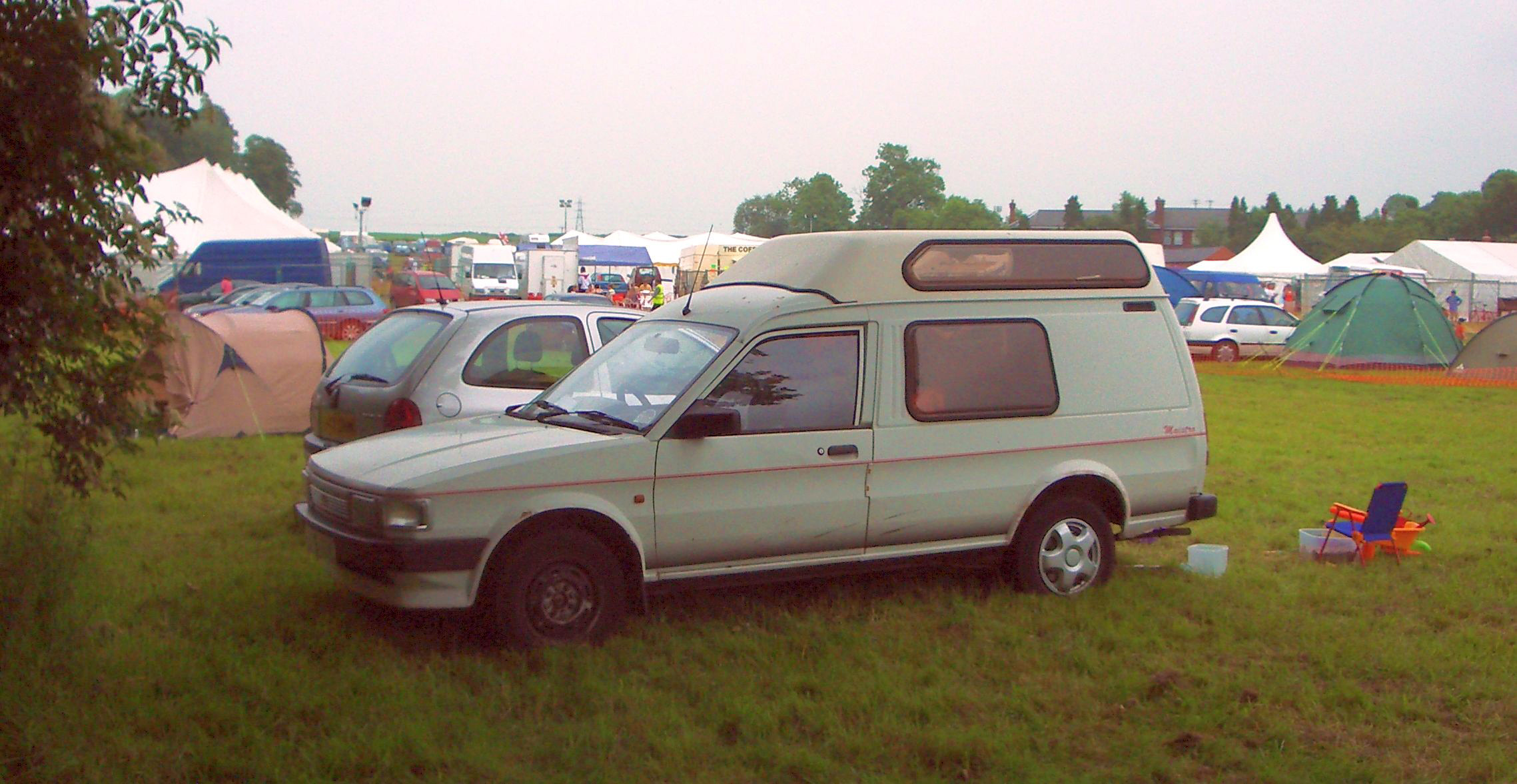
Austin Maestro in versione Campervan

- Base (1983-1985)
- L (1983-1990)
- LE (1986-1988)
- HL (1984-1987)
- HLE (1983-1985)
- HLS (1983-1986)
- LX (1990-1993)
- City (1985-1988)
- City X (1985-1988)
- Special (1988-1990)
- Clubman (1990-1995)
- SL (1988-1990)
- Mayfair (1986-1988)
- Vanden Plas (1983-1988)

## Motorizzazioni
| Modello | Disponibilità       | Motore  | Cilindrata (cm³) | Potenza       | Coppia max (Nm) | Emissioni CO2 (g/Km) | 0–100 km/h (secondi) | Velocità max (Km/h) | Consumo medio (Km/l) |
| 1.3     | dal debutto al 1987 | Benzina | 1275             | 49 kW (67 Cv) | 102             | n.d                  | 13.5                 | 156                 | 15.5                 |
| 1.6 MG  | dal debutto al 1985 | Benzina | 1598             | 72 kW (98 Cv) | 123             | n.d                  | n.d                  | 179                 | 12.5                 |

## La produzione
La Maestro è stata prodotta in 605.411 esemplari (circa 62.000 in meno dell'antenata Allegro).